# Уэйд, Николас
Николас Уэйд (род. 1942) — британский научный журналист и писатель. На протяжении многих лет работал автором и редактором научного раздела The New York Times.
Получил известность как автор дискуссионной книги о влиянии наследственности на поведение человека (A Troublesome Inheritance: Genes, Race and Human History, 2014) (См. ниже ).

## Биография
Родился в Эйлсбери, Англия. Внук известного педагога и писателя
Лоуренса Бизли — одного из немногих спасшихся пассажиров «Титаника». Закончил Итонский колледж. В 1964 году получил диплом бакалавра искусств Королевского колледжа в Кембридже. В 1979 году эмигрировал в США.
Работал в научном отделе журналов Nature (1967—1971) и Science (1972—1982). В 1982 году поступил на работу в Нью-Йорк Таймс. После выхода на пенсию в 2012 году продолжает сотрудничать с журналом вне штата. Писал редакционные статьи, посвященные науке, охране окружающей среды и обороне; позднее был главным редактором отдела науки.

## Публикации
Написал две книги, посвященных проблемным аспектам научных исследований. Книга «The Nobel Duel: Two Scientists' Twenty-one Year Race to Win the World’s Most Coveted Research Prize» (1980) посвящена борьбе за научный приоритет между Эндрю Шалли и Роже Гийменом, получивших на двоих Нобелевскую премию по физиологии и медицине, за открытия, связанные с секрецией пептидных гормонов мозга, в 1977 году. По мнению «Вашингтон пост» Книжный мир, это «возможно, самое нелестное описание ученых, из когда-либо написанных.» Книга «Betrayers of the Truth: Fraud and Deceit in the Halls of Science» (1982), в соавторстве с Уильямом Дж. Бродом, описывает исторические и современные примеры научного мошенничества.

В 2014 году вышла книга «Неудобное наследство. Гены, расы и история человечества», в которой автор утверждает, что эволюция человека происходила по-разному в разных местах, и что различия в социальном устройстве различных народов могут объясняться генетическими различиями. Книга была подвергнута резкой критике на страницах Нью-Йорк Таймс книжное обозрение; так, Дэвид Доббс назвал ее «глубоко ошибочной, вводящей в заблуждение и опасной». Более ста ученых-генетиков и биологов выразили категорическое несогласие с взглядами Уэйда на расовые различия. В совместном письме, опубликованном в Нью-Йорк Таймс 8 августа 2014 года, в частности, говорится:
На основании неточного и неполного анализа наших результатов в области генетики человека Уэйд утверждает, что различия стран и народов в уровне интеллекта, политических институтов и экономическом развитии объясняются генетическими причинами и естественным отбором. Мы решительно отвергаем утверждение Уэйда о том, что его выводы основаны на наших результатах.
Уэйд отверг эти обвинения, предположив, что авторы коллективного письма не удосужились ознакомиться с его книгой и лишь скрепили своими подписями чужое мнение.
Перу Уэйда принадлежат и другие книги по эволюции человека. Before the Dawn: Recovering the Lost History of Our Ancestors (На заре человечества: Неизвестная история наших предков; 2006), рассказывает о «двух исчезнувших периодах» в развитии человека. В книге The Faith Instinct (Инстинкт веры; 2009) речь идет об эволюции религиозного поведения.

### Комментарии
1. ↑  В 2018 году книга вышла в русском переводе, см. Библиография

### Сноски
1. 1 2  Wade, Nicholas 1942–
2. 1 2 3 4  «Nicholas Wade.» Contemporary Authors Online. Detroit: Gale, 2011. Biography in Context. Web. 8 July 2014.
3. ↑  Amos Esty. The Bookshelf talks with Nicholas Wade. American Scientist (25 мая 2006). Дата обращения: 20 июля 2018. Архивировано 25 октября 2007 года.
4. ↑  Gitschier J (2005) Turning the Tables—An Interview with Nicholas Wade. PLoS Genet 1(3): e45 Архивная копия от 21 марта 2020 на Wayback Machine
5. ↑  Michael Hiltzik. Racism, the Misuse of Genetics and a Huge Scientific Protest. Los Angeles Times (12 августа 2014). Дата обращения: 20 июля 2018. Архивировано 8 июня 2021 года.
6. ↑  «A Troublesome Inheritance: Genes, Race and Human History By Nicholas Wade» Архивная копия от 25 февраля 2021 на Wayback Machine, Penguin Random House webpage. Retrieved 21 May 2017.
7. ↑  Jogalekar, Ashutosh, «Genes and Race: The Distant Footfalls of Evidence» (review; blog) Архивная копия от 14 мая 2014 на Wayback Machine, Scientific American, 13 May 2014.
8. ↑  Wade, Nicholas (9 апреля 2012). As Hundreds of Men Perished, One Ignored a Rumor to Survive. The New York Times. Архивировано 9 июля 2021. Дата обращения: 10 июля 2014.
9. ↑  Spirit level. The Economist (англ.). 17 декабря 2009. Архивировано 14 февраля 2018. Дата обращения: 20 июля 2018.
10. ↑  Nicholas Wade: Journalist & Science Author, Speaker | PRH Speakers Bureau (англ.). www.prhspeakers.com. Дата обращения: 9 декабря 2017. Архивировано 30 июня 2021 года.
11. ↑  Nicholas Wade Interview – A Troublesome Inheritance: Genes, Race and Human History. Luke Ford (11 мая 2014). Дата обращения: 10 июля 2014. Архивировано 11 июля 2021 года.
12. ↑  Coop, Graham, et al., «Letters: ‘A Troublesome Inheritance’» Архивная копия от 27 октября 2021 на Wayback Machine, The New York Times, 8 August 2014. "Letters: 'A Troublesome Inheritance': List of 100 signers. Архивная копия от 27 октября 2021 на Wayback Machine
13. ↑  Wade, Nicholas, «Letters: ‘A Troublesome Inheritance’» Архивная копия от 27 октября 2021 на Wayback Machine, The New York Times, 22 August 2014.
14. ↑  Balter, Michael, «Geneticists decry book on race and evolution» Архивная копия от 8 июля 2021 на Wayback Machine, Science, 8 August 2014